# 小行星列表/288101-288200
| 名稱         | 臨時編號   | 發現日期       | 發現地點   | 發現者                         |
| ------------ | ---------- | -------------- | ---------- | ------------------------------ |
| 小行星288101 | 2003 WS26  | 2003年11月20日 | 索科罗     | 林肯近地小行星研究小组         |
| 小行星288102 | 2003 WW33  | 2003年11月19日 | 卡特林那   | 卡特林那巡天系统               |
| 小行星288103 | 2003 WY34  | 2003年11月19日 | 基特峰     | 太空监视                       |
| 小行星288104 | 2003 WK38  | 2003年11月19日 | 索科罗     | 林肯近地小行星研究小组         |
| 小行星288105 | 2003 WG40  | 2003年11月19日 | 基特峰     | 太空监视                       |
| 小行星288106 | 2003 WP46  | 2003年11月18日 | 帕洛马山   | 近地小行星追踪                 |
| 小行星288107 | 2003 WS49  | 2003年11月19日 | 索科罗     | 林肯近地小行星研究小组         |
| 小行星288108 | 2003 WB50  | 2003年11月19日 | 索科罗     | 林肯近地小行星研究小组         |
| 小行星288109 | 2003 WG50  | 2003年11月19日 | 索科罗     | 林肯近地小行星研究小组         |
| 小行星288110 | 2003 WT56  | 2003年11月21日 | 索科罗     | 林肯近地小行星研究小组         |
| 小行星288111 | 2003 WX58  | 2003年11月18日 | 基特峰     | 太空监视                       |
| 小行星288112 | 2003 WA60  | 2003年11月18日 | 帕洛马山   | 近地小行星追踪                 |
| 小行星288113 | 2003 WC62  | 2003年11月19日 | 基特峰     | 太空监视                       |
| 小行星288114 | 2003 WP62  | 2003年11月19日 | 基特峰     | 太空监视                       |
| 小行星288115 | 2003 WY62  | 2003年11月19日 | 基特峰     | 太空监视                       |
| 小行星288116 | 2003 WP65  | 2003年11月19日 | 基特峰     | 太空监视                       |
| 小行星288117 | 2003 WD67  | 2003年11月19日 | 基特峰     | 太空监视                       |
| 小行星288118 | 2003 WE67  | 2003年11月19日 | 基特峰     | 太空监视                       |
| 小行星288119 | 2003 WR67  | 2003年11月19日 | 基特峰     | 太空监视                       |
| 小行星288120 | 2003 WL68  | 2003年11月19日 | 基特峰     | 太空监视                       |
| 小行星288121 | 2003 WS68  | 2003年11月19日 | 基特峰     | 太空监视                       |
| 小行星288122 | 2003 WY68  | 2003年11月19日 | 基特峰     | 太空监视                       |
| 小行星288123 | 2003 WT71  | 2003年11月20日 | 索科罗     | 林肯近地小行星研究小组         |
| 小行星288124 | 2003 WX71  | 2003年11月20日 | 索科罗     | 林肯近地小行星研究小组         |
| 小行星288125 | 2003 WT76  | 2003年11月19日 | 基特峰     | 太空监视                       |
| 小行星288126 | 2003 WV76  | 2003年11月19日 | 基特峰     | 太空监视                       |
| 小行星288127 | 2003 WH77  | 2003年11月19日 | 基特峰     | 太空监视                       |
| 小行星288128 | 2003 WN78  | 2003年11月20日 | 索科罗     | 林肯近地小行星研究小组         |
| 小行星288129 | 2003 WO79  | 2003年11月20日 | 索科罗     | 林肯近地小行星研究小组         |
| 小行星288130 | 2003 WM80  | 2003年11月20日 | 索科罗     | 林肯近地小行星研究小组         |
| 小行星288131 | 2003 WY81  | 2003年11月19日 | 索科罗     | 林肯近地小行星研究小组         |
| 小行星288132 | 2003 WO84  | 2003年11月19日 | 索科罗     | 林肯近地小行星研究小组         |
| 小行星288133 | 2003 WA85  | 2003年11月20日 | 基特峰     | 太空监视                       |
| 小行星288134 | 2003 WJ92  | 2003年11月18日 | 帕洛马山   | 近地小行星追踪                 |
| 小行星288135 | 2003 WZ93  | 2003年11月19日 | 安德森台地 | 洛厄尔天文台近地小行星搜寻计划 |
| 小行星288136 | 2003 WT95  | 2003年11月19日 | 安德森台地 | 洛厄尔天文台近地小行星搜寻计划 |
| 小行星288137 | 2003 WY95  | 2003年11月19日 | 安德森台地 | 洛厄尔天文台近地小行星搜寻计划 |
| 小行星288138 | 2003 WM96  | 2003年11月19日 | 安德森台地 | 洛厄尔天文台近地小行星搜寻计划 |
| 小行星288139 | 2003 WH99  | 2003年11月20日 | 索科罗     | 林肯近地小行星研究小组         |
| 小行星288140 | 2003 WD101 | 2003年11月21日 | 索科罗     | 林肯近地小行星研究小组         |
| 小行星288141 | 2003 WQ101 | 2003年11月21日 | 卡特林那   | 卡特林那巡天系统               |
| 小行星288142 | 2003 WK102 | 2003年11月21日 | 索科罗     | 林肯近地小行星研究小组         |
| 小行星288143 | 2003 WU102 | 2003年11月21日 | 索科罗     | 林肯近地小行星研究小组         |
| 小行星288144 | 2003 WE103 | 2003年11月21日 | 索科罗     | 林肯近地小行星研究小组         |
| 小行星288145 | 2003 WQ103 | 2003年11月21日 | 索科罗     | 林肯近地小行星研究小组         |
| 小行星288146 | 2003 WN104 | 2003年11月21日 | 索科罗     | 林肯近地小行星研究小组         |
| 小行星288147 | 2003 WR108 | 2003年11月20日 | 索科罗     | 林肯近地小行星研究小组         |
| 小行星288148 | 2003 WT113 | 2003年11月20日 | 索科罗     | 林肯近地小行星研究小组         |
| 小行星288149 | 2003 WA117 | 2003年11月20日 | 索科罗     | 林肯近地小行星研究小组         |
| 小行星288150 | 2003 WQ118 | 2003年11月20日 | 索科罗     | 林肯近地小行星研究小组         |
| 小行星288151 | 2003 WM123 | 2003年11月20日 | 索科罗     | 林肯近地小行星研究小组         |
| 小行星288152 | 2003 WS124 | 2003年11月20日 | 索科罗     | 林肯近地小行星研究小组         |
| 小行星288153 | 2003 WD125 | 2003年11月20日 | 索科罗     | 林肯近地小行星研究小组         |
| 小行星288154 | 2003 WX127 | 2003年11月20日 | 索科罗     | 林肯近地小行星研究小组         |
| 小行星288155 | 2003 WJ128 | 2003年11月21日 | 基特峰     | 太空监视                       |
| 小行星288156 | 2003 WM128 | 2003年11月21日 | 基特峰     | 太空监视                       |
| 小行星288157 | 2003 WZ128 | 2003年11月21日 | 基特峰     | 太空监视                       |
| 小行星288158 | 2003 WD130 | 2003年11月21日 | 索科罗     | 林肯近地小行星研究小组         |
| 小行星288159 | 2003 WK134 | 2003年11月21日 | 索科罗     | 林肯近地小行星研究小组         |
| 小行星288160 | 2003 WQ135 | 2003年11月21日 | 索科罗     | 林肯近地小行星研究小组         |
| 小行星288161 | 2003 WE137 | 2003年11月21日 | 索科罗     | 林肯近地小行星研究小组         |
| 小行星288162 | 2003 WV142 | 2003年11月23日 | 索科罗     | 林肯近地小行星研究小组         |
| 小行星288163 | 2003 WN149 | 2003年11月24日 | 帕洛马山   | 近地小行星追踪                 |
| 小行星288164 | 2003 WY149 | 2003年11月24日 | 安德森台地 | 洛厄尔天文台近地小行星搜寻计划 |
| 小行星288165 | 2003 WG150 | 2003年11月24日 | 安德森台地 | 洛厄尔天文台近地小行星搜寻计划 |
| 小行星288166 | 2003 WO153 | 2003年11月26日 | 安德森台地 | 洛厄尔天文台近地小行星搜寻计划 |
| 小行星288167 | 2003 WV154 | 2003年11月26日 | 基特峰     | 太空监视                       |
| 小行星288168 | 2003 WR155 | 2003年11月26日 | 基特峰     | 太空监视                       |
| 小行星288169 | 2003 WM156 | 2003年11月29日 | 索科罗     | 林肯近地小行星研究小组         |
| 小行星288170 | 2003 WP161 | 2003年11月30日 | 索科罗     | 林肯近地小行星研究小组         |
| 小行星288171 | 2003 WA164 | 2003年11月30日 | 基特峰     | 太空监视                       |
| 小行星288172 | 2003 WY164 | 2003年11月30日 | 基特峰     | 太空监视                       |
| 小行星288173 | 2003 WE165 | 2003年11月30日 | 基特峰     | 太空监视                       |
| 小行星288174 | 2003 WQ168 | 2003年11月19日 | 卡特林那   | 卡特林那巡天系统               |
| 小行星288175 | 2003 WT179 | 2003年11月20日 | 基特峰     | 马克·W·布伊                    |
| 小行星288176 | 2003 WG180 | 2003年11月20日 | 基特峰     | 马克·W·布伊                    |
| 小行星288177 | 2003 WO189 | 2003年11月20日 | 帕洛马山   | 近地小行星追踪                 |
| 小行星288178 | 2003 WP189 | 2003年11月21日 | 帕洛马山   | 近地小行星追踪                 |
| 小行星288179 | 2003 WR190 | 2003年11月29日 | 索科罗     | 林肯近地小行星研究小组         |
| 小行星288180 | 2003 WL192 | 2003年11月20日 | 基特峰     | 太空监视                       |
| 小行星288181 | 2003 WB193 | 2003年11月24日 | 索科罗     | 林肯近地小行星研究小组         |
| 小行星288182 | 2003 WS193 | 2003年11月19日 | 安德森台地 | 洛厄尔天文台近地小行星搜寻计划 |
| 小行星288183 | 2003 WW193 | 2003年11月24日 | 基特峰     | 太空监视                       |
| 小行星288184 | 2003 XO    | 2003年12月1日  | 索科罗     | 林肯近地小行星研究小组         |
| 小行星288185 | 2003 XA3   | 2003年12月1日  | 索科罗     | 林肯近地小行星研究小组         |
| 小行星288186 | 2003 XC5   | 2003年12月1日  | 索科罗     | 林肯近地小行星研究小组         |
| 小行星288187 | 2003 XY6   | 2003年12月3日  | 安德森台地 | 洛厄尔天文台近地小行星搜寻计划 |
| 小行星288188 | 2003 XX10  | 2003年12月11日 | 索科罗     | 林肯近地小行星研究小组         |
| 小行星288189 | 2003 XK12  | 2003年12月14日 | 帕洛马山   | 近地小行星追踪                 |
| 小行星288190 | 2003 XA13  | 2003年12月12日 | 帕洛马山   | 近地小行星追踪                 |
| 小行星288191 | 2003 XB13  | 2003年12月14日 | 基特峰     | 太空监视                       |
| 小行星288192 | 2003 XA14  | 2003年12月15日 | 基特峰     | 太空监视                       |
| 小行星288193 | 2003 XZ17  | 2003年12月14日 | 基特峰     | 太空监视                       |
| 小行星288194 | 2003 XY20  | 2003年12月14日 | 基特峰     | 太空监视                       |
| 小行星288195 | 2003 XF31  | 2003年12月1日  | 基特峰     | 太空监视                       |
| 小行星288196 | 2003 XD34  | 2003年12月1日  | 基特峰     | 太空监视                       |
| 小行星288197 | 2003 XX40  | 2003年12月14日 | 基特峰     | 太空监视                       |
| 小行星288198 | 2003 YX2   | 2003年12月18日 | 本森       | 杨光宇                         |
| 小行星288199 | 2003 YL3   | 2003年12月19日 | Kingsnake  | J. V. McClusky                 |
| 小行星288200 | 2003 YZ3   | 2003年12月16日 | 卡特林那   | 卡特林那巡天系统               |